# Abbazia della Cervara
L'abbazia della Cervara - o abbazia di San Girolamo al Monte di Portofino - è stato un complesso monastico e luogo di culto cattolico situato nella località della Cervara, nel comune di Santa Margherita Ligure nella città metropolitana di Genova. Il sito è ubicato lungo la strada provinciale 227 che dal centro sammargheritese porta al borgo di Portofino.

## Storia

### Origine del nome
Nel medioevo questo luogo, come tutto il tratto di costa affacciata sul golfo del Tigullio che scende a picco sul mare verso Portofino, era detto Silvaria (da silvas, la parola latina che significa "boschi"), perché era fitto di vegetazione. Il termine Silvaria venne poi italianizzato in "Cervara".

### Descrizione

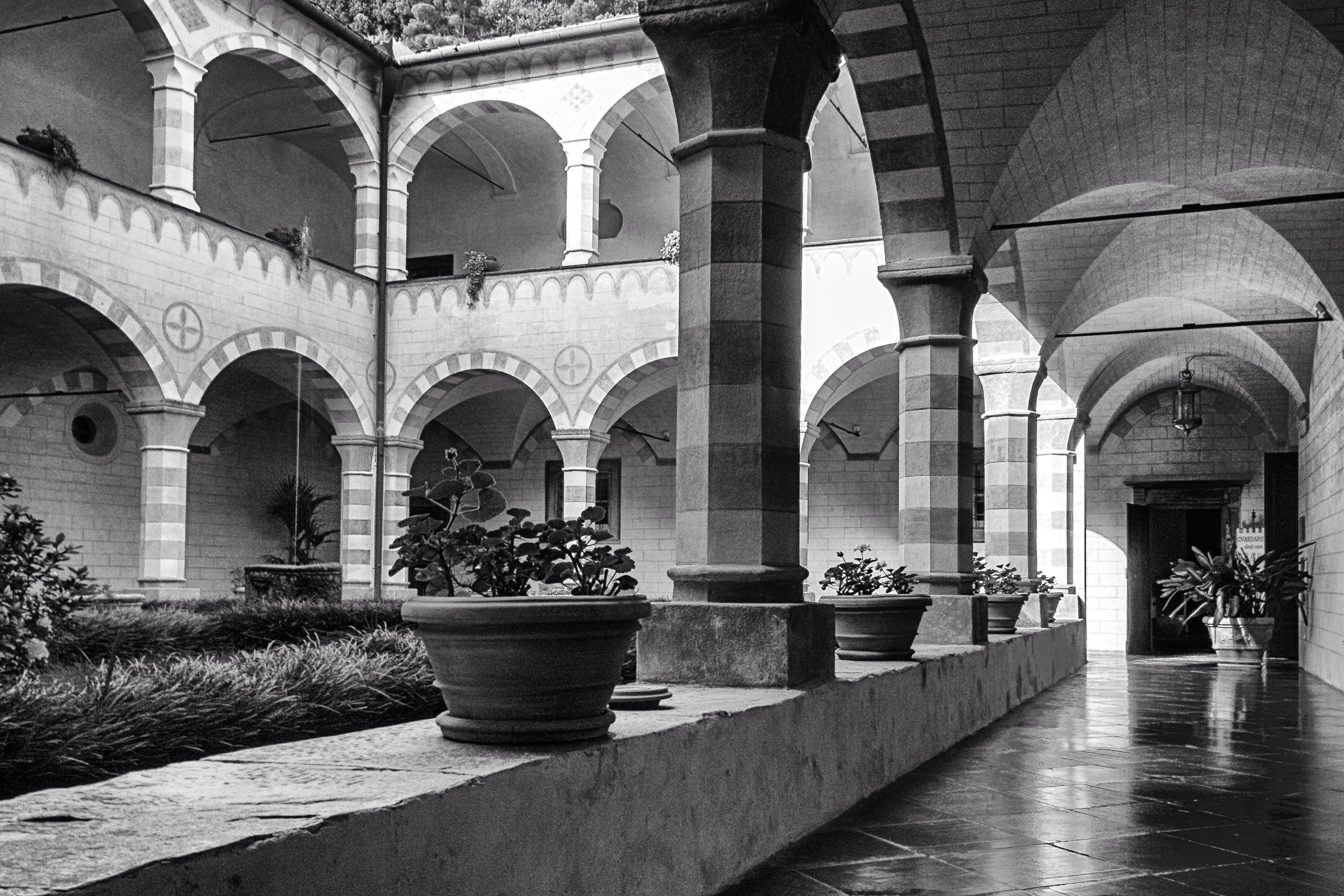
Particolare del chiostro

Il monastero benedettino cassinese di San Girolamo della Cervara fu costruito nel 1361 da Ottone Lanfranco, cappellano di Santo Stefano di Genova.
In seno alla politica innovatrice di papa Eugenio IV, che successivamente alla ricomposizione del "Piccolo Scisma" introduceva nelle chiese e nei conventi strategici ordini a lui favorevoli e intellettualmente validi, anche in relazione alla diffusione dell'umanesimo rinascimentale, vennero posti a dirigere la Cervara i monaci benedettini "neri" di Cassino dell'ordine monastico.
I Benedettini acquisirono la struttura nel 1420, dopo i gravosi danneggiamenti dovuti al conflitto tra guelfi e ghibellini. La struttura divenne casa madre di un'autonoma congregazione dell'Ordine cassinese, incorporando anche l'abbazia di San Fruttuoso di Capodimonte, vicino a Camogli, della quale lo stesso pontefice Eugenio IV nel 1435 dispose lavori di restauro.

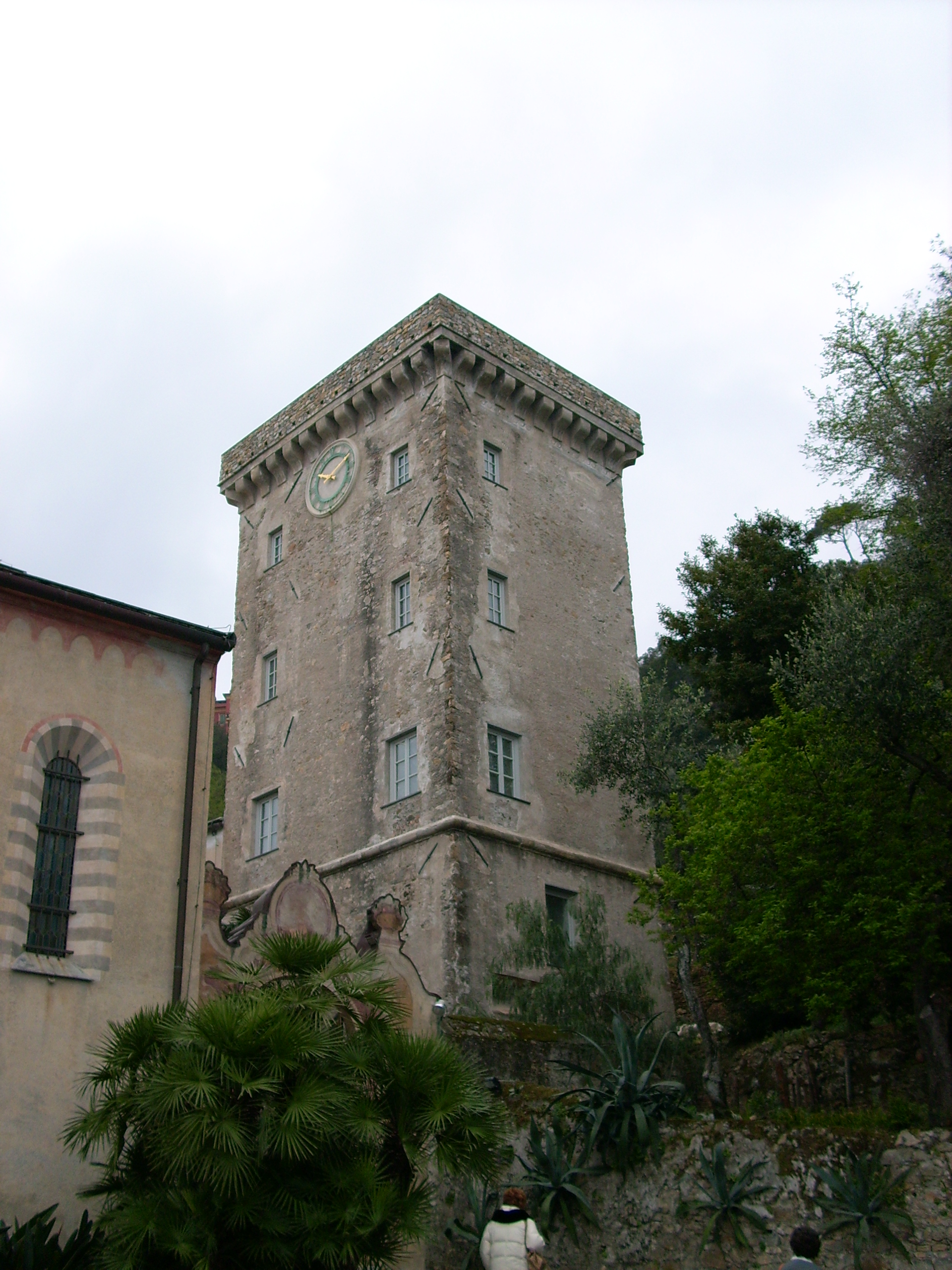
La torre adiacente all'edificio abbaziale

Dal punto di vista della storia dell'arte il monastero divenne il simbolo della diffusione della cultura fiamminga in Liguria, fatto di cui si ricorda soprattutto la presenza nel convento del Polittico di David, il più noto, e il trittico portatile con l'Adorazione dei Magi (ora conservato nelle sale di palazzo Bianco a Genova) di Pieter Coecke van Aelst, autore fiammingo della metà del Cinquecento, attivo ad Anversa, che stilisticamente guarda al manierismo italiano.
Il monastero della Cervara fu eletto al titolo di abbazia nel 1546, fortificando ulteriormente la struttura a causa delle scorrerie e saccheggi dei pirati saraceni nelle vicine cittadine di Santa Margherita Ligure, Rapallo, Camogli e Recco. L'edificio subì quindi una notevole mutazione architettonica, specie con i nuovi chiostri e la torre campanaria.
Sul finire del XVIII secolo, in seguito alla soppressione degli ordini religiosi nel 1798-1799 imposta dalla Repubblica Ligure al tempo di Napoleone Bonaparte, il complesso venne abbandonato e saccheggiato ed infine adibito a casa colonica-abitazione. Nel 1804 monaci trappisti venuti dalla Francia acquisirono il complesso monastico aprendo una scuola, ma già nel 1811 lasciarono il convento. Divenuto proprietà dell'arcidiocesi di Genova, l'intero complesso fu messo in vendita nel 1859.
Nel 1868 fu acquistato dal marchese Giacomo Filippo Durazzo e tre anni dopo (1871) ceduto ai padri Somaschi. Dal 1901 al 1937 fu affidato ai certosini francesi.
La Cervara nel 1912 è stata dichiarata "monumento nazionale italiano" e fa parte della rete dei Grandi Giardini Italiani, dell'Associazione delle Dimore Storiche Italiane  e dell'associazione Ligurian Gardens.
L'abbazia dal 1937 appartiene a privati e viene aperta al pubblico in occasione di spettacoli culturali, concerti musicali e visite guidate. La visita è inoltre possibile anche su appuntamento.

### Restauri
L'abbazia fu rimaneggiata per la prima volta nel XVI secolo, con lavori nell'abside maggiore, mentre nel corso del Seicento furono modificati l'altare maggiore e il coro. Nel XVIII secolo furono aggiunte ulteriori decorazioni in marmo e la completa tinteggiatura delle pareti.
Gli attuali proprietari, subito dopo aver acquistato l'abbazia, hanno dato inizio ad un'opera di restauro senza precedenti, che sta restituendo al monastero la sua antica bellezza.
Il lungo e accurato restauro ha come obiettivo il pieno recupero del monumento ed è curato per la parte strutturale dall'architetto Mide Osculati, mentre per la parte pittorica dalla restauratrice Pinin Brambilla Barcilon (direttrice del restauro dell'Ultima cena di Leonardo da Vinci e del Centro per la Conservazione e il Restauro "La Venaria Reale"), sotto la supervisione e con la collaborazione della Soprintendenza per i Beni Ambientali e Architettonici della Liguria.
Nel corso del 2011 è stata recuperata un'altra camera nella torre-prigione di Francesco I di Francia: una lapide, che ne ricorda il soggiorno forzato, riporta la celebre frase che scrisse alla madre Luisa di Savoia la sera della disastrosa battaglia di Pavia (24 febbraio 1525) contro l'esercito dell'imperatore Carlo V: «Tutto è perduto, fuorché l'onore!».

## L'abbazia

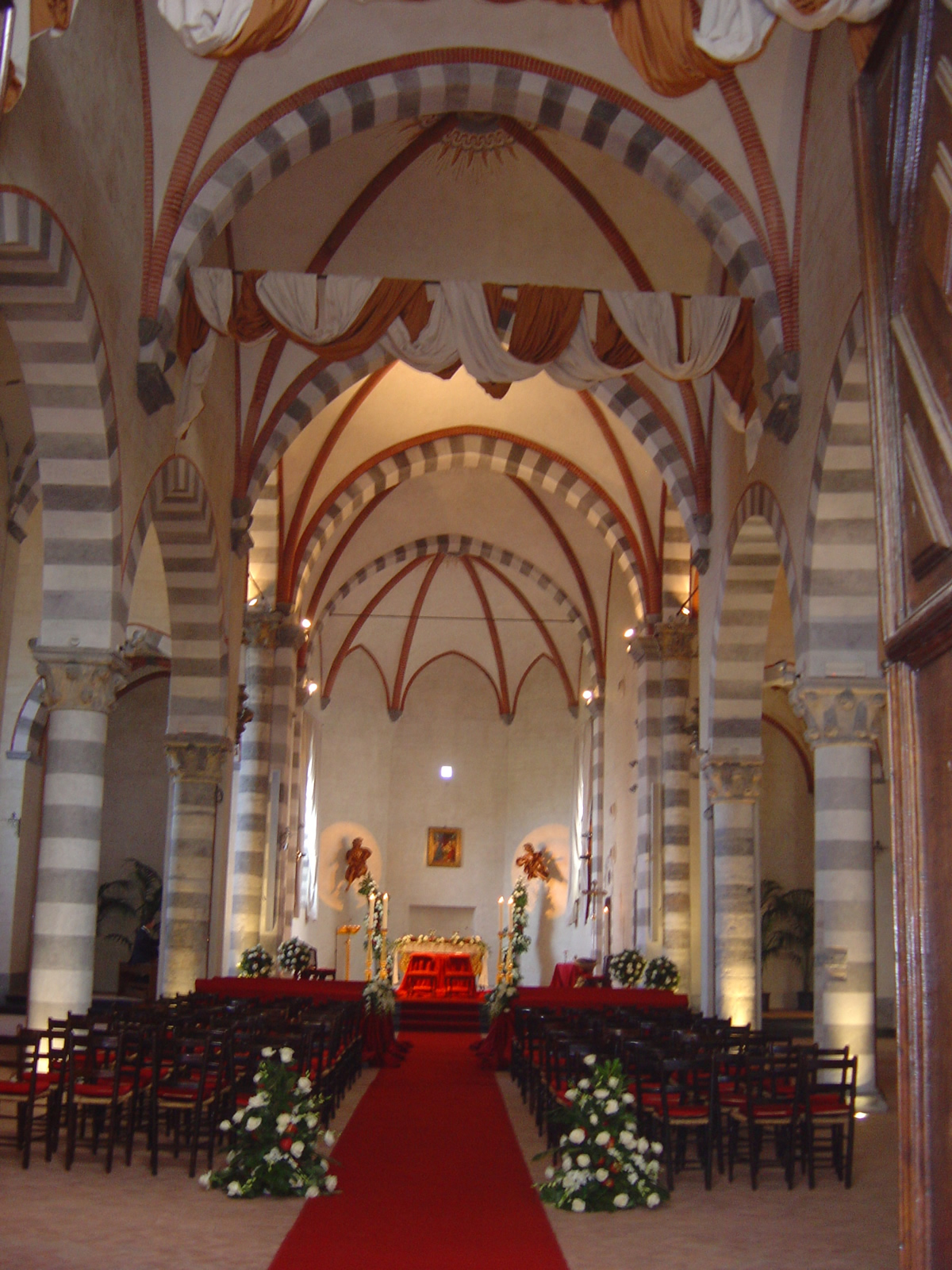
La navata centrale della chiesa

Il complesso abbaziale comprende una chiesa consacrata, un chiostro cinquecentesco, la torre, il corpo principale dell'edificio e uno splendido giardino all'italiana.

### La chiesa e il chiostro
La chiesa presenta una pianta a croce latina, resa suggestiva dalla caratteristica abside inclinata, che simula il capo reclinato di Cristo, e da una torre campanaria.
Le colonne che separano le tre navate sembrano costruite con blocchi alternati di ardesia e marmo, nel tipico stile architettonico ligure, ma sono in realtà di mattoni ricoperti da intonaco bicolore.
Durante i recenti lavori di restauro, è stata scoperta una sepoltura che con ogni probabilità è dell'arcivescovo di Genova Guido Scetten, poeta e letterato, compagno di studi e amico di Francesco Petrarca.
Il chiostro è di forma quadrangolare a due ordini di volte.

### La torre saracena
Si trova all'ingresso del complesso, di fronte all'ingresso della chiesa. Venne costruita in epoca cinquecentesca per difendersi dalle scorrerie dei pirati saraceni, e nonostante la sua funzione di avvistamento ha la peculiarità di essere in posizione arretrata rispetto al monastero, si ritiene in segno di rispetto e subordinazione alla sacralità di quest'ultimo.

### Il giardino all'Italiana e monumentale

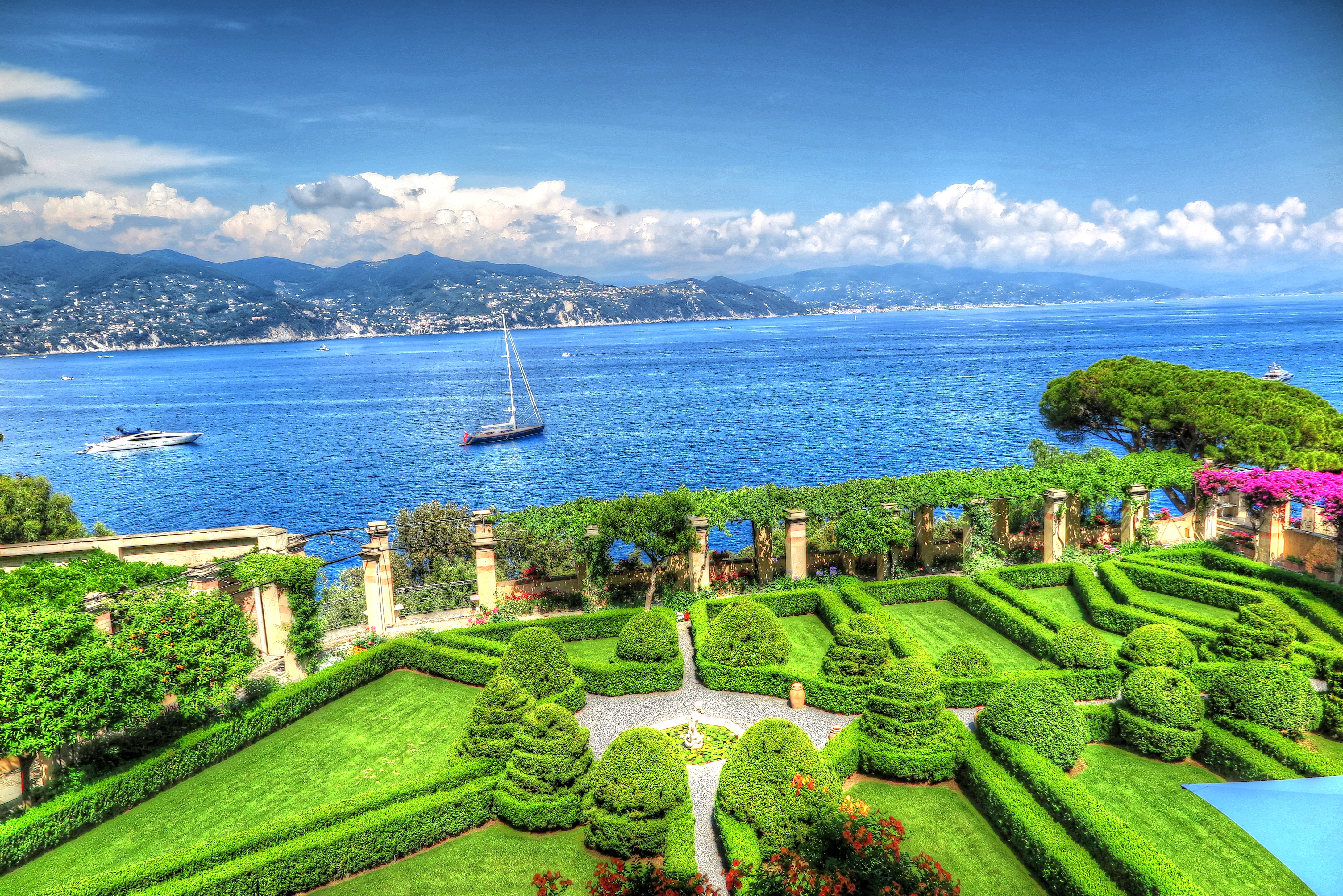
Il giardino all'italiana e monumentale

Quello che un tempo fu l'orto dei monaci benedettini è oggi il solo giardino monumentale all'italiana conservato in Liguria. È unico nel suo genere, sia in quanto si affaccia direttamente sul mare (in Liguria non ne esistono altri perché le piante soffrono la salsedine) sia perché si estende su due livelli.
La sensazione è quella di essere sulla prua di una nave, quasi circondati completamente dalla vista del mare e della costa: da una parte il golfo del Tigullio - che corre da Rapallo a Chiavari -, dall'altra il promontorio di Portofino, con le insenature di Paraggi e Portofino.
Il giardino all'italiana è semplice, lineare, proporzionato, senza indulgenze formali, senza essenze dalla fioritura vistosa e chiassosa, come si conviene ad un luogo che fu religioso.
Il giardino monumentale è realizzato con siepi di bosso (Buxus sempervirens L.) e raffinate realizzazioni di arte topiaria a coni e coni gradonati che circondano la fontana in marmo del XVII secolo raffigurante un putto.

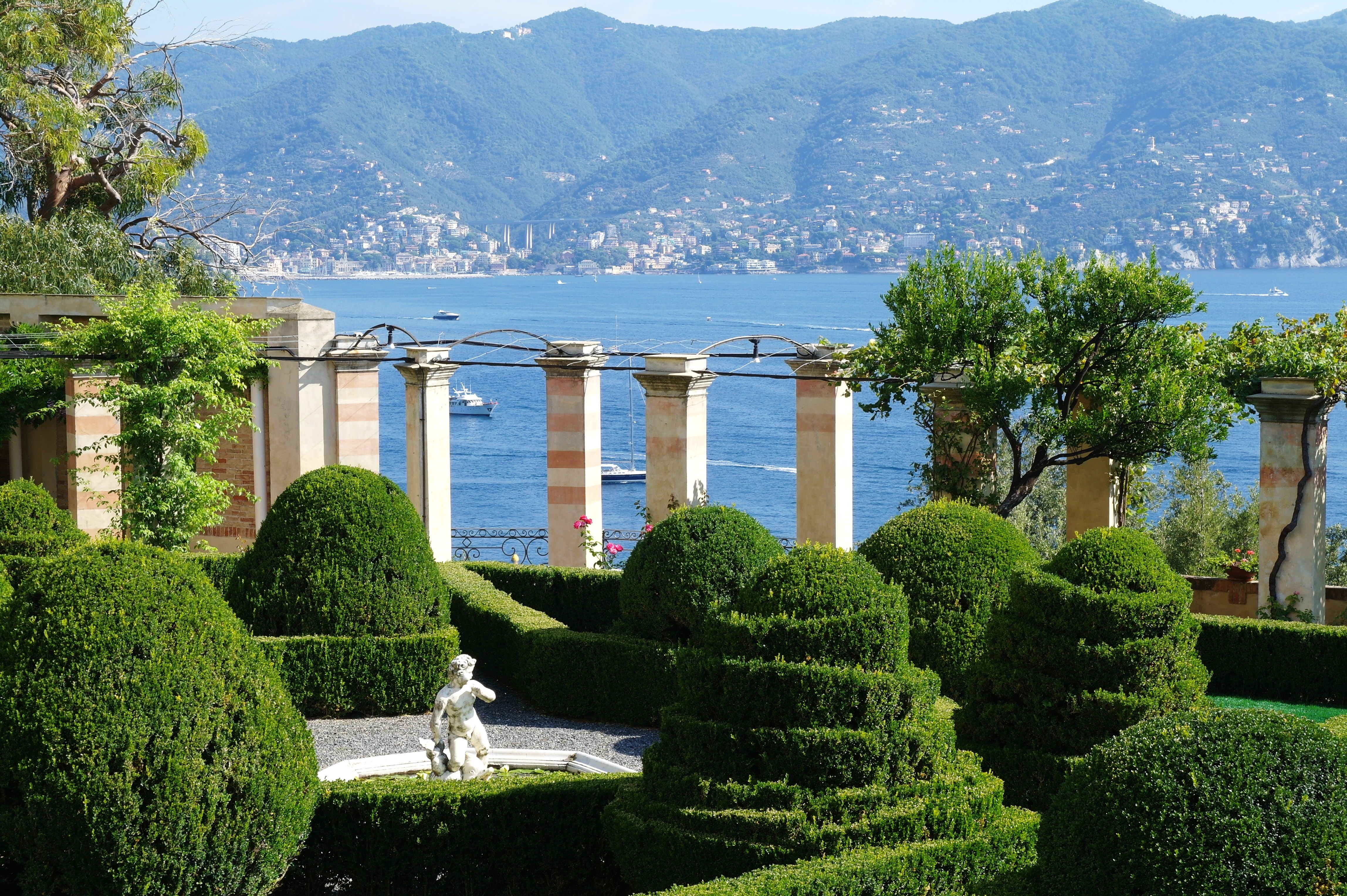
La statua del putto

Intorno al giardino e all'edificio principale, terrazze e giardini si alternano incorniciati da pergole, colonne dipinte o di mattone, piante rare e fioriture eccezionali che si rubano l'attenzione a seconda della stagione: una ombreggiata corte prende il nome da una ultra secolare e di dimensioni monumentali pianta di glicine (Wisteria sinensis L.) le colonne del giardino superiore sono interamente ricoperte da gelsomino profumato (Trachelospermum jasminoides L.), la bougainvillea, i rari capperi rosa, la bignonia, l'uva, l'albero del pepe rosa, le camelie, le rose, le ortensie, le sterlizie e diverse altre specie.
Nella parte a monte, si trova un altro giardino, ricavato da un terreno una volta coltivato a fasce, da dove si perde la vista del giardino monumentale, ma non quella del mare, e si guadagna la cornice della caratteristica macchia mediterranea: l'antico bosco mediterraneo è pieno di aromi e di fruscii. Il leccio domina incontrastato nella macchia, il pino d'Aleppo, il lentisco, il viburno, il corbezzolo e tutte le altre essenze gli fanno corona. Ognuno si è ritagliato una nicchia nella quale prospera e fiorisce.
Intorno, la vita brulica di esseri grandi e piccoli: dalla rara splendida farfalla Charaxes jasius che si nutre solo delle foglie dell'Arbutus unedo, all'upupa schiamazzante, ad una schiera di altri svariati uccelli presenti, ma assolutamente invisibili. Si intravedono le tracce della volpe e quelle inequivocabili del cinghiale.

### Il giardino "dei Semplici" e quello "delle Esperidi"
Nella parte rivolta verso il monte, è stato mantenuto il tradizionale orto in cui i monaci, fin dal Medioevo, coltivavano i "semplici" (varietà vegetali con virtù medicamentose), piante officinali ed erbe aromatiche del promontorio di Portofino; basse siepi di bosso riquadrano particelle che alternano tali coltivazioni a rari esemplari di agrumi in vasi di cotto, come era tradizione nelle abbazie.
Tra le erbe sono presenti: Calendula, Allium schoenoprasum, Artemisia dracunculus (dragoncello), Ruta graveolens (erba ruta), Helicrysum italicum (elicriso), Melissa officinalis, Mentha piperita, Origanum vulgare, Origanum majorana (maggiorana), Pimpinella anisum (anice verde o pimpinella), Rheum officinalis (rabarbaro), Rosmarinus officinalis, Salvia officinalis, Santolina chamaecyparissus, Thymus (timo comune), Thimus faustini, Thymus × Citriodorus 'Anderson Gold' (timo a foglia gialla).
In una porzione del giardino sono coltivati, tra gli altri, il cedro pane, il limone ritorto, il limone fiorentino, il bergamotto, il chinotto, l'arancio amaro, il pompelmo, il calamondino variegato, il mandarino cinese o Nagami, la fortunella ovale o Kumquat ovale (fortunella margarita) e le "mani di Buddha".

## Opere

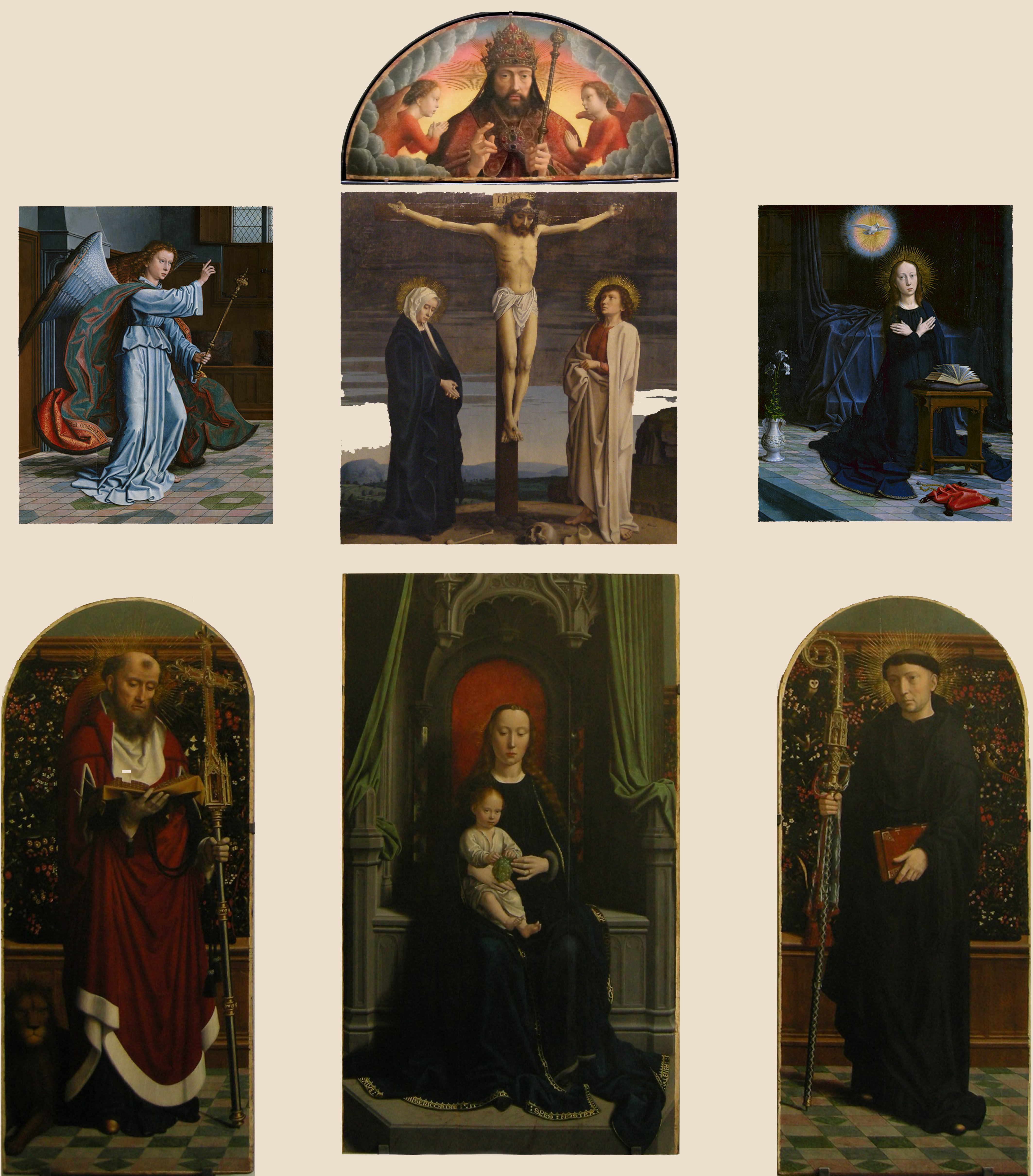
Il polittico della Cervara

### Il polittico della Cervara
Il polittico della Cervara è una delle opere artistiche un tempo conservate all'interno dell'abbazia, e considerato uno dei più grandiosi documenti della pittura fiamminga in Italia tra Quattrocento e Cinquecento. Venne realizzato da Gerard David, su commissione di Vincenzo Sauli nel 1506.
È dipinto a olio su tavola di rovere fiamminga, in quattro scomparti (centrale 153x89 cm, laterali, 152,5x64 cm ciascuno, superiore 102x88 cm). Il polittico fu installato sull'altare maggiore intorno alla fine dell'anno successivo alla commissione, nel 1507. In seguito allo smembramento del monastero i sette pannelli furono divisi e oggi sono conservati presso la Galleria di Palazzo Bianco di Genova, al Metropolitan Museum of Art di New York e al Louvre di Parigi.

## Ospiti celebri
Il prestigio di San Girolamo della Cervara e la sua splendida posizione, lo resero una meta privilegiata al passaggio di personaggi illustri, le cui visite sono scritte nelle pagine della cronaca locale: dal poeta Francesco Petrarca a santa Caterina da Siena di ritorno da Avignone, da papa Gregorio XI (1376) al principe Massimiliano d'Austria a don Giovanni d'Austria, il famoso condottiero che sconfisse i Turchi nella battaglia di Lepanto del 1571; ancora, vi si recarono il letterato Alessandro Piccolomini e Guglielmo Marconi.
Vi fu anche chi si trovò a sostare alla Cervara indipendentemente dalla propria volontà: Francesco I di Valois, re di Francia, dopo essere stato sconfitto da Carlo V di Spagna nella battaglia di Pavia nel 1525, in attesa di partire per la Spagna, ebbe la singolare sventura di essere imprigionato nella piccola torre a strapiombo sul mare, da cui poté "godere" per una settimana della splendida vista sulla baia di Portofino.

### Contemporanei
Oggi, alla Cervara, grazie agli scorci suggestivi del giardino e all'articolazione dei suoi spazi, vengono organizzati ricevimenti, matrimoni, cerimonie simboliche all'aperto, serate di gala, ma anche cocktail con musica, riunioni di lavoro, premiazioni, convegni, concerti all'aperto o in chiesa.
Nell'abbazia si sono tenute le feste di matrimonio del cantante Rod Stewart con Penny Lancaster il 16 giugno 2007; del calciatore della nazionale inglese Wayne Rooney; del calciatore Alberto Gilardino; del calciatore Antonio Cassano.